# Монкриф (остров)
Остров Монкриф, также известный как остров Фриартон (англ. Moncreiffe Island, Friarton Island, гэльск. Monadh Craoibhe) ― речной остров, разделяющий реку Тей на два канала, протекающих через город Перт в Шотландии. Пересекается линией железнодорожных путей в сторону города Данди.

## История
Остров Монкриф по своему происхождению является искусственным. Он был создан в 1679 году по проекту архитектора сэра Уильяма Брюса. Примерно тогда же на его территории бала возведена башенный дом, сгоревший в ноябре 1957 года вместе с жившим там сэром Дэвидом Монкрифа, 10-го баронета Илка, 23-го лорда клана Монкрифов. В результате этой трагедии главой клана Монкрифов стал историк и геральдист сэр Иан Монкриф, 11-й баронет Илка.

## Землепользование
Основную часть территории острова занимает поле для гольфа короля имени короля Якова VI. Остальную часть острова занимают садовые участки местных жителей.
Согласно данным переписи 2011 года, Фриартон ― единственный постоянно обитаемый пресноводный остров в Шотландии, который не находится на озере Лох-Ломонд. Население составляет 3 человека.

## Природа
На острове произрастают такие растения, как дикий чеснок, колокольчик обыкновенный, миррис, дроковые и собачьи фиалки.